# Bars (Aveyron)
Pour les articles homonymes, voir Bars.
Bars est une ancienne commune française, située dans le département de l'Aveyron en région Occitanie.

## Histoire
En 1829, elle fusionne avec les communes de Lacroix-Barrez, Murols et Valon.